# PlayStation VR
PlayStation VR (abreviado PS VR, inicialmente chamado Project Morpheus) é um dispositivo periférico de realidade virtual no formato de um óculos tecnológico de cabeça para jogos eletrónicos (dispositivo tecnológico de imersão em ambiente virtual 3D e 360°) fabricado pela Sony Corporation, para uso com o console PlayStation 4, lançado em 2016, e no Brasil em 2017.
O PlayStation VR tem um painel OLED de 5,7 polegadas, com resolução de tela em 1080p. O fone de ouvido possui uma caixa de processador que permite a saída de vídeo "Social Screen" para a televisão e também processamento do efeito de áudio 3D. O fone tem nove LEDs em sua superfície para que a PlayStation Camera possa mapear movimento da cabeça do jogador em 360 graus.
Em certos jogos e demos para o VR, o jogador que usa o aparelho actua separadamente de outros jogadores que não tenham o aparelho. O video projecta diferentemente do aparelho e da consola, e por vezes é requerido o PlayStation Move.
A revista Time nomeou o PlayStation VR como uma das "Melhores Invenções de 2016".
Em 23 de fevereiro de 2021, a Sony anunciou que havia começado a trabalhar em um sucessor do PlayStation VR para o PlayStation 5.
O PS VR é compatível também com consoles PlayStation 5, através do uso de um adaptador USB para a PlayStation Camera do PS4, fornecido gratuitamente pela Sony. A câmera nativa do PS5 (PlayStation HD Camera) não é compatível. Em novembro de 2024 esse acessório foi descontinuado.

## História
O PS VR foi desenvolvida pela empresa de entretenimento digital Sony Computer Entertainment e fabricado pelo conglomerado japonês Sony Corporation, para uso com o sistema de videojogos PlayStation 4, sendo lançado em 13 de outubro de 2016, e no Brasil em 1° de dezembro de 2017.

## Jogos
Ver também: Lista de jogos para PlayStation VR
De acordo com a Sony, mais de 230 companhias estão a produzir conteúdo para o PlayStation VR, desde pequenas equipas independentes aos grandes estúdios da industria. Espera-se que entre Outubro de 2016 até ao final do ano estejam disponíveis mais de 50 jogos para o PlayStation VR. Para além daqueles criados propositadamente para o aparelho, a Sony afirmou que através do modo Cinemático, o PlayStation VR funcionará com os jogos normais da PS4.